# Центр розвитку передових обчислень
Центр розвитку передових обчислень (англ. Centre for Development of Advanced Computing, скор. C-DAC) - науково-дослідна організація у складі Департаменту електроніки та інформаційних технологій Міністерства комунікацій та інформаційних технологій Індії. Створено 2003 року злиттям Національного центру програмних технологій (англ. National Centre for Software Technology; NCST), ER&DCI та CEDTI.

## Історія
Після заборони імпорту суперкомп'ютерів Cray через технологічне ембарго, Індія, у співпраці з Росією, розпочала програму розвитку власних суперкомп'ютерів. Комп'ютери вважалися "зброєю" здатною допомогти в розробці ядерної зброї. З метою досягнення незалежності в цьому питанні, 1988 року Департамент електроніки заснував C-DAC. Директором центру призначено Віджая Бхаткара. Проект отримав випробувальний термін 3 роки і початкове фінансування 30 млн. індійських рупій - такий самий час та гроші, які були потрібні для купівлі та постачання суперкомп'ютера зі США. 1990 року був готовий прототип, який пройшов тест продуктивності в ході Цюрихського суперкомп'ютерного шоу (CONPAR 1990). Він обійшов більшість інших систем, посівши друге місце після американської.
Підсумковим результатом усіх зусиль став суперкомп'ютер PARAM 8000, встановлений 1991 року. Його вважають першим індійським суперкомп'ютером.

## Напрями досліджень
Створений для проєктування та складання суперкомп'ютера, Центр розширив сферу діяльності та займається:
- Високопродуктивними обчисленнями
- Ґрід-обчисленнями
- Електронікою
- Обробкою мовної інформації[en] та природної мови
- Інформаційною та кібербезпекою
- Повсюдними обчисленнями
- Біоінформатикою
- Геоматикою

## Підрозділи
До структури C-DAC входять відокремлені підрозділи та навчальні центри:
- C-DAC Пуне (штаб-квартира)
- C-DAC Бенгалуру
- C-DAC Ченнай
- C-DAC Делі[10]
- C-DAC Гайдарабад
- C-DAC Колката
- C-DAC Могалі
- C-DAC Мумбай
- C-DAC Нойда
- C-DAC Тіруванантапурам[11]
- C-DAC Сілчар
- Навчальна школа передових обчислень (ACTS) [12]
- Школа передових обчислень C-DAC Маврикій[13]

## Навчальні програми
C-DAC пропонує кілька курсів у галузях передових обчислень та розробки програмного забезпечення. Серед них є курс професійної сертифікації з високопродуктивних обчислень «C-DAC Certified HPC Professional Certification Programme» (CCHPCP). Навчання за сертифікаційним курсом організовано по всій Індії на базі Навчальної школи передових обчислень (ACTS). Аспірантські програми включають спеціалізації з проєктування вбудовуваних систем, мікросхем надвеликого ступеня інтеграції тощо.

## Продукти та розробки
- Сімейство суперкомп'ютерів PARAM[en]
- Anvaya Workflows - робоче середовище для автоматизації процесу аналізу генів[16]
- Namescape – пошукова система для проєкту з присвоєння жителям Індії унікальних номерів, званих AADHAAR[17]
- GARUDA[en] – індійська національна ґрід-мережа, що об'єднує 17 міст[18][19]
- Bharat Operating System Solutions[en] - операційна система загального призначення на базі Linux
- TaxoGrid - ґрід-система для створення ліків[en] та молекулярної філогенетики
- GIST – скриптова технологія, заснована на графіці
- DARPAN - засіб моніторингу мережі в реальному часі, візуалізації та дотримання угод про надавані послуги, розроблений у C-DAC Тіруванантапурам[20].

## Дослідники та випускники
- Віджай Бгаткар[en], директор, засновник, нагороджений Падма Шрі.
- Раджкумар Буйя[en], професор Мельбурнського університету, раніше працював старшим науковим співробітником у C-DAC Бенгалуру.
- Шрінівасан Рамані, 1987 року зробив внесок у появу інтернету в Індії через підключення дослідницької мережі ERNET[en], працював консультантом в робочій групі ООН з інформаційно-комунікаційних технологій[en], став першим директором HP Labs у Індії.
- Судхір П. Мудур, колишній директор C-DAC, начальник Департаменту комп'ютерних наук Університету Конкордія.
- Т. М. Віджаяраман, голова дослідницького відділення Persistent Systems[en], раніше працював у C-DAC Мумбай.

## Визнання
- Manthan Award[en] 2013 року за мобільні теле-офтальмологічні пристрої[21], e-safeT[22], ONAMA[23].
- Manathan Award 2012 року за Інтерактивний музей[24], Мегх Сушрут[25], надання сервісів національному електронному уряду[26].